# Myroslav Dotchynets
Myroslav Ivanovytch Dotchynets (ukrainien : Мирослав Іванович Дочинець), né le 3 septembre 1959 à Khoust dans la région de Transcarpatie (Ukraine), est un écrivain et journaliste ukrainien, membre de l'Association des écrivains ukrainiens depuis 2003.

## Biographie
Myroslav Dotchynets est né dans une famille de professeurs. En 1977 il s'inscrit à la faculté de journalisme de l'Université Nationale de Lviv.
En 1982 commence sa carrière professionnelle dans le journal Jeunesse de Transcarpatie.
En 1990 il fonde le journal Nouvelles de Moukatchevo, et en 1998, la maison d'édition Tour Carpatienne.
Myroslav Dotchynets travaille dans le domaine de la littérature depuis les années 1980. Il est l'auteur d'une vingtaine d'œuvres littéraires, dont des romans, des nouvelles, un testament philosophique et psychologique Années longues, années heureuses, qui a connu un grand succès dans plusieurs pays slaves. Ses œuvres ont été traduites en russe, hongrois, slovaque, roumain, polonais, français, anglais, japonais, italien.
Membre de l'Union nationale des écrivains d'Ukraine et de l'Association des écrivains ukrainiens, Dotchynets est lauréat de nombreux prix littéraires, dont deux internationaux, et du prix Écrivain ukrainien d'or pour la plus grande édition. Il a par ailleurs été nommé pour trois années consécutives au plus prestigieux prix littéraire national Taras Chevtchenko. Les livres de Myroslav Dotchynets bénéficient d'une large diffusion auprès des lecteurs et suscitent un intérêt croissant à l'étranger.

## Récompenses
- 1998 : titre de Journaliste de l'année de Transcarpatie.
- 2004 : lauréat du prix littéraire international Couronne Carpatienne.
- 2012 : prix Écrivain ukrainien d'or[3].